# Paphiopedilum micranthum
Paphiopedilum micranthum (возможные русские названия: Пафиопедилюм мелкоцветковый, Пафиопедилум мелкоцветковый) — вид многолетних травянистых растений семейства Орхидные.

## Синонимы
По данным Королевских ботанических садов в Кью:
- Paphiopedilum micranthum subsp. eburneum Fowlie, Orchid Digest 57: 186 (1993).
- Paphiopedilum micranthum var. alboflavum Braem, Leafl. Schlechter Inst. 1: 4 (1994).
- Paphiopedilum micranthum var. glanzeanum O.Gruss & Roeth, Orchidee (Hamburg), Suppl. 2: 16 (1994).
- Paphiopedilum micranthum f. alboflavum (Braem) Braem in G.J.Braem, C.O.Baker & M.L.Baker, Gen. Paphiopedilum Nat. Hist. Cult. 1: 91 (1998).
- Paphiopedilum micranthum f. glanzeanum (O.Gruss & Roeth) O.Gruss & Roeth, Caesiana 12: 59 (1999).
- Paphiopedilum globulosum Z.J.Liu & S.C.Chen, Acta Phytotax. Sin. 40: 366 (2002).
- Paphiopedilum micranthum var. oblatum Z.J.Liu & J.Yong Zhang, Acta Phytotax. Sin. 40: 369 (2002).

## Этимология
Видовое название происходит от греческих слов «mikrotes», которое можно перевести, как «мелкий» и «anthos» — цветок. Вероятно, растение описывалось по экземпляру в стадии бутонизации и реальные размеры цветка на момент описания не были известны.
Вид не имеет устоявшегося русского названия, в русскоязычных источниках обычно используется научное название Paphiopedilum micranthum.
Английское название — The Tiny Flowered Paphiopedilum.

## История описания
Обнаружен на известняковых скалах в провинции Юньнань. Описан китайскими ботаниками Tang & Wang в Acta Phytotaxinomica Sinica, 1: 56 (1951).
 В 1982 году более 35 тысяч растений было экспортировано через Гонконг в США.

## Природныеразновидности
Окраска листьев и цветов изменчива. Известны альбиносные формы.
- Paphiopedilum micranthum fma. glanzeanum (Gruss et Roeth, in Die Orchidee, Beiheft 2: 16—24 (1994)) Gruss et Roeth in Caesiana 12: 60 (1999)[4] — альбиносная форма, красный цвет отсутствует.

## Биологическое описание
Побег симподиального типа.
Стебель практически полностью скрыт основаниями 3—5 листьев.
Корневище ползучее. Способен образовывать столоны.
Листья овально-элептические 5—12 (редко 15) см длиной и 1,5—2 см шириной, тёмно-зеленые с мраморным рисунком.
Цветонос одиночный, одноцветковый, 9—25 см в длину.
Цветки 7-10 см в диаметре. Парус маленький, плоский, вертикальный и имеет округлую с небольшим заострением вершину. Обратная сторона сепалий часто имеет тёмно-фиолетовые пятна, в то время как лицевая сторона менее примечательная, зеленовато-белого к розоватому цвета с небольшим количеством фиолетовых прожилок. Петалии у лучших клонов — практически круглые с яркой тёмно-фиолетовой или фуксийной сеткой. Парус маленький, плоский, вертикальный, имеет округлую с небольшим заострением вершину.
Губа непропорционально крупная, белая с розовым оттенком, может быть как гладкой, так и бугристой.
Стаминодий жёлтый с небольшим крапом.
Хромосомы: 2n = 26
Возможно, экземпляры с очень крупными цветками являются полиплоидными.

## Ареал, экологические особенности
Юг Китая и северо-западный Вьетнам (Баккан, Каобанг, Хазянг, Туенкуанг).
Цветение: март-апрель.
Литофиты или наземные растения.
На известняковых скалах в лесах различных типов на высотах от 600 до 1600 метров над уровнем моря.
рН субстрата 6,68—8,65.
В местах естественного произрастания вида с января по март сухой сезон, температура воздуха 8—12 °C, с возможными ночными заморозками до −2 °C.
С апреля по сентябрь—октябрь, дождливый сезон. Температура 18—20 °C. Максимальная температура летом 28—30 °C. Цветёт в природе с марта по май.
Относится к числу охраняемых видов (I приложение CITES).
В результате фрагментации среды обитания из-за уничтожения лесов Paphiopedilum micranthum имеет относительно низкий уровень генетического разнообразия. Недавние исследования показали, что пригодные для обитания районы в Китае были серьёзно нарушены. В результате, количество и размеры популяций Paphiopedilum micranthum значительно сократилась.
Paphiopedilum micranthum произрастает рядом с несколькими обильно цветущими видами Рододендронов. Несмотря на разнообразие насекомых, фактической деятельности опылителей не наблюдается, успешность опыления цветков меньше 1 %.

## Естественныегибриды
- Paph. ×fanaticum (=Paph. malipoense × Paph. micranthum) Koop. et N. Haseg. 1992, Orch. Advocate, 18, 2: 50.
Крайне редок. Распространение: Южный Китай и Северо-западный Вьетнам. Хвойные, смешанные и лиственные вечнозеленые леса на известняковых массивах. Отмечается на высотах 800—1400 метров над уровнем моря. Цветение: апрель — май[3].

## В культуре
Образует столоны, на конце которых развиваются дочернее растения, что может затруднить его выращивание в горшках. В связи с этим рекомендуется выращивать растения в корзинках из проволочной сетки или деревянных планок.
Освещение: 12000—20000 люкс. Для успешного роста Paph. micranthum требует более яркого света, чем многие пафиопедилюмы, особенно в зимние месяцы.
По мнению некоторых авторов Paph. micranthum является кальцефилом.
По сообщениям некоторых коллекционеров, данный вид легче и скорее зацветает при наличии сезонных и суточных перепадов температур имитирующих природные условия. Адаптация растений к условиям содержания в условиях городской квартиры с минимальными сезонными и суточными перепадами температур возможна, но может занять около двух лет.
Информацию о субстратах см.: Paphiopedilum.
Активно используется в гибридизации.
Собранные в природе растения на цветочном рынке Куньмин стоят около 10 юаней ($ 1,46) за килограмм.